# 2008-as Fiatal Zenészek Eurovíziója
A 2008-as Fiatal Zenészek Eurovíziója volt a tizennegyedik Fiatal Zenészek Eurovíziója, melyet ismételten Ausztria fővárosában, Bécsben rendeztek meg. Az elődöntőre 2008. május 4-én és 5-én, a döntőre május 9-én került sor. Az Eurovíziós Dalfesztivállal ellenben itt nem az előző évi győztes rendez, hanem pályázni kell a rendezés jogára. A 2006-os verseny a svéd Andreas Brantelid győzelmével zárult, aki cselló-versenyművét adta elő.

## A helyszín
A 2006-os verseny után újból az Ausztria fővárosában, Bécsben található Rathausplatz volt a helyszín, ahol körülbelül 45 000 néző tekinthette meg a versenyt.

## A résztvevők
Szerbia és Montenegró felbomlása után először vett részt független országként Szerbia. Rajtuk kívül Ukrajna is ebben az évben képviseltette magát először a versenyen.
Visszatért a versenyhez Németország, ugyanakkor Belgium, Bulgária, Csehország és Svájc a visszalépés mellett döntött, így összesen tizenhat ország vett részt.

## A verseny
A döntőben az előadókat az Aleksandar Marković vezette Bécsi Szimfonikus Zenekar kísérte. Az est házigazdái Christoph Wagner-Trenkwitz és az 1998-as verseny győztese, Lidia Baich voltak.
Újdonság volt ebben az évben, hogy bevezették a közönségszavazást. A részt vevő országok televíziónézői SMS-ben szavazhattak kedvenc előadójukra. A közönségszavazást a Norvégiát képviselő Eldbjørg Hemsing nyerte, így ő kapta a közönségdíjat. A zenész a döntőben harmadik helyezést ért el.
A produkciók utáni szünetben meghívott előadóként lépett fel, Angelika Kirchschlager, aki One Life to Live című dalát adta elő a közönségnek. A Bécsi fiúkórussal együtt a We dream together című szerzeményt is előadták.
A győztes a 18 éves görög klarinétos, Dioniszíosz Grámmenosz lett, aki így Az év fiatal zenésze címet is megkapta. Ő volt az első, aki fafúvós hangszerrel versenyzett (a korábbi nyertesek zongorán, hegedűn és csellón játszottak). Dioniszíosz az 1994-ben debütáló Görögország első győzelmét szerezte meg.

## Zsűri
A verseny történetében először fordult elő, hogy külön zsűrije volt az elődöntőnek és a döntőnek.

### Az elődöntő zsűrije
- Jerzy Maksymiuk (Zsűrielnök)
- Jeanette de Boer
- Günter Voglmayr
- Franz Bartolomey
- Kaja Danczowska
- Ranko Marković

### A döntő zsűrije
- Sir Roger Norrington (Zsűrielnök)
- Alison Balsom
- Günter Voglmayr
- Lars Anders Tomter
- Jeanette de Boer
- Ranko Marković

## Elődöntő

### Első rész
Az elődöntő első részét 2008. május 4-én rendezték meg nyolc ország részvételével. A hattagú szakmai zsűri döntése alapján két ország jutott tovább a döntőbe.
| #  | Ország             | Zenész                 | Hangszer      | Darab (Szerző) | Eredmény     |
| -- | ------------------ | ---------------------- | ------------- | --- | ------------ |
| 01 | Horvátország       | Marin Maras            | hegedű        | 1. Sonata in c minor (Largo-Allegro moderato) (Francesco Geminiani) 2. Scherzino (Franjo Krežma) 3. Zigeunerweisen, op.20 (Pablo de Sarasate) | Kiesett      |
| 02 | Egyesült Királyság | Philip Achille         | szájharmonika | 1. Little Suite (James Moody) | Továbbjutott |
| 03 | Ausztria           | Sol Daniel Kim         | cselló        | 1. 1. Sonate für Arpeggione und Klavier in a-Moll (D 821) (Franz Schubert) 2. Variations on a Theme by Rossini (Niccolò Paganini) | Kiesett      |
| 04 | Ukrajna            | Anna Fedorova          | zongora       | 1. Sonata, Op. 57, I mv. (Ludwig van Beethoven) 2. Trois Valses Opus 70 N1 (Frédéric Chopin) 3. Trois Valses Opus 34 N3 (Frédéric Chopin) | Kiesett      |
| 05 | Németország        | Kathy Kang             | hegedű        | 1. Sonata for violin and piano, 2. sentence - Allegro (César Franck) 2. Paganiniana (Nathan Milstein) | Kiesett      |
| 06 | Svédország         | Maria Verbaité         | zongora       | 1. Sonate in C-Dur Hob. XVI:50 (Joseph Haydn) 2. Piano Study in Mixed Accents (Ruth Crawford Seeger) 3. Iszlamej, keleti fantázia zongorára (Milij Balakirev) | Kiesett      |
| 07 | Románia            | Ștefan Beșan           | hegedű        | 1. The Strolling Fiddler for Violin solo, from the Suite (George Enescu) 2. Gyermekkori benyomások D-dúrban Op.28 (George Enescu) 3. Introduction et Rondo capriccioso pour violon et orchestre (Camille Saint-Saëns) 4. Miniatűr hegedűre és zongorára (Gheorgi Neaga) | Kiesett      |
| 08 | Görögország        | Dioniszíosz Grámmenosz | klarinét      | 1. Három rész egy klarinétszólóra (Igor Stravinsky) 2. Rigoletto Fantasia Di Concerto (Alamiro Giampieri) | Továbbjutott |

### Második rész
Az elődöntő második részét 2008. május 5-én rendezték meg nyolc ország részvételével. A hattagú szakmai zsűri döntése alapján öt ország jutott tovább a döntőbe.
| #  | Ország        | Zenész                | Hangszer | Darab (Szerző) | Eredmény     |
| -- | ------------- | --------------------- | -------- | --- | ------------ |
| 09 | Finnország    | Roope Gröndahl        | zongora  | 1. Bagatelle G-Moll, Op. 119, No. 1 (Ludwig van Beethoven) 2. Op. 1 Zongoraszonáta (Alban Berg) 3. Toccata (Maurice Ravel) | Továbbjutott |
| 10 | Hollandia     | Steven Bourne         | cselló   | 1. Szonáta gordonkára és zongorára (Claude Debussy)                                                                        | Továbbjutott |
| 11 | Szlovénia     | Jan Gričar            | szaxofon | 1. Fantasie sur un theme original (Jules Demersseman) 2. Aria & Improvisation (Blaž Pucihar)                               | Továbbjutott |
| 12 | Norvégia      | Eldbjørg Hemsing      | hegedű   | 1. Tzigane (Rapszódia zenekarra) (Maurice Ravel) 2. Subito hegedűre és zongorára (Witold Lutosławski)                      | Továbbjutott |
| 13 | Szerbia       | Mina Zakić            | cselló   | 1. Impromptu G-Dur, Op.90 (Franz Schubert) 2. Introduction et Polonaise Brillante, Op.3 (Frédéric Chopin)                  | Kiesett      |
| 14 | Ciprus        | Orféasz Hirátosz      | klarinét | 1. Szonáta: Allegro (Franz Danzi) 2. Fantázia-darabok I (Robert Schumann) 3. 4 Miniatures: Nos 3 & 4 (B. Brun)             | Kiesett      |
| 15 | Oroszország   | Anasztaszija Kobekina | cselló   | 1. Rondo (Luigi Boccherini) 2. Noktürn (Pjotr Csajkovszkij) 3. A szökőkútnál op. 20/2 (Karl Juljevics Davidov)             | Továbbjutott |
| 16 | Lengyelország | Marta Kowalczyk       | hegedű   | 1. Fantasie Brillante sur Gounod's "Faust" op.20 (Henryk Wieniawski)                                                       | Kiesett      |

## Döntő
A döntőt 2008. május 9-én rendezték meg hét ország részvételével. A végső döntést a hattagú szakmai zsűri hozta meg.
| #  | Ország             | Zenész                 | Hangszer      | Darab (Szerző)                                                                       | Helyezés |
| -- | ------------------ | ---------------------- | ------------- | ------------------------------------------------------------------------------------ | -------- |
| 01 | Szlovénia          | Jan Gričar             | szaxofon      | Pequeña Czarda (Pedro Iturralde)                                                     | —        |
| 02 | Oroszország        | Anasztaszija Kobekina  | cselló        | Concerto for Cello and Orchestra in C Major, 1st movement (Joseph Haydn)             | —        |
| 03 | Egyesült Királyság | Philip Achille         | szájharmonika | Concerto for Chromatic Harmonica and Orchestra, 1st movement (Mihail Szpivakovszkij) | —        |
| 04 | Finnország         | Roope Gröndahl         | zongora       | Concerto for Piano and Orchestra in B-Minor, 3rd movement (Pjotr Csajkovszkij)       | 2.       |
| 05 | Görögország        | Dioniszíosz Grámmenosz | klarinét      | Concerto for Clarinet and Orchestra, 4th movement (Jean Françaix)                    | 1.       |
| 06 | Hollandia          | Steven Bourne          | cselló        | Elégia (Gabriel Fauré)                                                               | —        |
| 07 | Norvégia           | Eldbjørg Hemsing       | hegedű        | Carmen-Fantázia (Franz Waxman)                                                       | 3.       |

## Térkép

A döntő résztvevői
Az elődöntőben kiesett országok
Országok, melyek korábban részt vettek, de ebben az évben nem

## Közvetítő csatornák
A résztvevőkön kívül Izland és Litvánia is közvetítették a versenyt.
| - Lengyelország – TVP Kultura - Németország – WDR - Ausztria – ORF - Finnország – YLE - Görögország – ERT1 (élőben, Alexis Kostalas kommentálásával) - Izland – RÚV - Horvátország – HRT - Litvánia – LRT - Románia – TVR | - Szerbia – RTS2 - Egyesült Királyság – BBC Four (élőben, Nicola Loud kommentálásával) - Ciprus – CyBC - Oroszország – KTVC - Hollandia – Nederland 2 - Szlovénia – RTVSLO - Norvégia – NRK - Svédország – SVT - Ukrajna – NTU |